# Chouxia macrophylla
Chouxia macrophylla är en kinesträdsväxtart som beskrevs av F. G. Schatz, Gereau & Lowry. Chouxia macrophylla ingår i släktet Chouxia och familjen kinesträdsväxter. Inga underarter finns listade i Catalogue of Life.